# Мак-Бейн (фільм)
Мак-Бейн (англ. McBain) — американський бойовик 1991 року.

## Сюжет
Сантос намагається підняти народ на повстання в Колумбії, щоб повалити тиранічний режим президента. Коли повстання пригнічується, а Сантос гине, його сестра Христина вирушає до Нью-Йорка, щоб знайти Мак-Бейна, лейтенанта, якому Сантос врятував життя під час В'єтнамської війни. Мак-Бейн погоджується помститися за смерть Сантоса, збирає своїх старих армійських товаришів, збирає кошти, вбиваючи кількох наркоторговців, після чого завдає удару по корумпованому уряду.

## У ролях
- Крістофер Вокен — Роберт Мак-Бейн
- Майкл Айронсайд — Френк Брюс
- Стів Джеймс — Істленд
- Марія Кончіта Алонсо — Крістіна Сантос
- Віктор Арго — Ель Президенте
- Томас Г. Вейтс — Джилл
- Чік Веннера — Роберто Сантос
- Луїс Гузман — Папо